# Evert van der Meulen
Pour les articles homonymes, voir van der Meulen.
 (février 2019).
Si vous disposez d'ouvrages ou d'articles de référence ou si vous connaissez des sites web de qualité traitant du thème abordé ici, merci de compléter l'article en donnant les références utiles à sa vérifiabilité et en les liant à la section « Notes et références ».
Evert van der Meulen, né le 7 mars 1955 à Willemstad,, est un acteur néerlandais.

## Filmographie

### Cinéma et téléfilms
- 1990 : Krokodillen in Amsterdam (nl) : Adje
- 1992 : Op afbetaling : Le détective no 2
- 1992 : Niemand de deur uit (nl) : L'assistante sociale
- 1992 : Hoe voelen wij ons vandaag : Le patient
- 1994 : Pleidooi (nl) : L'expert Hasselman
- 1995 : Coverstory (nl) : Le rechercher[Quoi ?] no 1
- 1995 : Voor hete vuren (nl) : Theo
- 1995 : In voor- en tegenspoed (nl) : Le voleur de bicyclette
- 1996 : Advocaat van de Hanen (nl) : Jaap, le gardien
- 1996 : Unit 13 (nl) : Le directeur H & K
- 1996 : Domburg : Le docteur
- 1997 : Fort Alpha (nl) : Jacco
- 1999 : Lef (nl) : L'acheteur de voiture
- 2001 : Spangen (nl) : Le procureur général
- 2001-2006 : Rozengeur & Wodka Lime (nl) : Jasper Groenhuysen
- 2004 : Zinloos (nl) : Le président
- 2004 : Zes minuten : Hans
- 2006 : Flikken Rotterdam (nl) : Ivo Jiskoot
- 2008 : Keyzer & De Boer Advocaten : Le docteur Elbe Carstens
- 2009 : Het Huis Anubis (nl) : Jacob van den Berg
- 2010 : De avonturen van Kruimeltje (nl) : Divers rôles
- 2011 : Goede tijden, slechte tijden : Le docteur Constantijn Wijkman
- 2011 : Sterk : Le docteur
- 2012 : SpangaS : Rowan Melis
- 2013 : Flikken Maastricht : Louis Teussink
- 2013 : Moordvrouw : Jim van der Vliet
- 2015 : Goedenavond Dames en Heren (nl) : L'oncologue
- 2015 : Code M : Le gérant
- 2016-2017 : Flikken Rotterdam (nl) : Ivo Jiskoot
- 2017 : Centraal Medisch Centrum (nl) : Hammert